# Больше чем жизнь (фильм, 1996)
«Больше чем жизнь» (англ. Larger Than Life) — американская кинокомедия.

## Сюжет
Джек Коркоран - мотивационный оратор, путешествующий по стране с выступлениями. Ему присылают телеграмму о кончине отца в Балтиморе и наследстве, хотя мать Джека рассказывала, что тот скончался ещё до его рождения. Отец Джека, как оказалось, был клоуном-дрессировщиком, а наследство - азиатская слониха Вера стоимостью $35 000. Адвокаты обманом заставляют Джека вступить в права наследства, так как сами не знали, что делать со слоном, и теперь он владелец своенравного и опасного животного. Джек узнаёт о том, что зоопарк Сан Диего готовит к отправке в Шри-Ланку группу слонов. Найдя представителей бродячего цирка, в котором выступала Вера, Джек узнаёт о том, как ему себя вести со слоном и как завоевать доверие. Постепенно они находят общий язык. Джек меняет своё решение и собирается продать слониху в один из цирков в Лос Анджелесе, где ему сделали выгодное предложение. 
Отправить слона по железной дороге оказывается слишком дорого и сложно. Приходится договориться о перевозке на грузовике. Ставшие друзьями Вера и Джек переживают опасные приключения, Вера даже спасает Джека от нападения водителя грузовика. В цирке Джек замечает, что с животными обращаются жестоко и забирает Веру. В итоге Джек и Вера добираются вовремя до аэропорта Сан Диего, откуда слониха улетает на родину.

## В ролях
| Актёр              | Роль          |
| ------------------ | ------------- |
| Билл Мюррей        | Джек Коркоран |
| Ричард Алан Бэйкер | Ричи          |
| Анита Джиллетт     | мама          |
| Морин Мюллер       | Селеста       |
| Джереми Пивен      | Уолтер        |
| Алекс Ньювирт      | Мэттью        |
| Мэттью Макконахи   | Тип Такер     |
| Пэт Хингл          | Вернон        |
| Джанин Гарофало    | Мо            |
| Линда Фиорентино   | Терри Бонара  |
| Кит Дэвид          | Хёрст         |
| Тай                | слониха Вера  |

## Критика
Фильм получил преимущественно отрицательные отзывы кинокритиков. Роджер Эберт оценил картину в 1,5 звезды из 4, а также критически оценил игру Мюррея: «Энергии нет. Мюррей часто предпочитает играть непринужденного, отстраненного персонажа, но на этот раз он настолько отстранен, что почти отсутствует». Лиза Шварцбаум из Entertainment Weekly поставила фильму рейтинг «D», отметив: «Второстепенные персонажи ветрены, а случайный смех тяжеловесен».